# Lin Weiguo
Lin Weiguo, chiń. 林卫国 (ur. 25 lipca 1970) – chiński szachista, mistrz międzynarodowy od 1992 roku.

## Kariera szachowa
W 1988 r. wystąpił w Adelaide na mistrzostwach świata juniorów do 20 lat, dzieląc 13-17. miejsce. W latach 90. należał do ścisłej czołówki chińskich szachistów. Trzykrotnie (1991, 1992, 1997) zdobył tytuł indywidualnego mistrza kraju. Był dwukrotnym uczestnikiem szachowych olimpiad (Manila 1992, Moskwa 1994), reprezentował również Chiny na drużynowych mistrzostwach świata (Lucerna 1993) oraz na drużynowych mistrzostwach Azji (1993, 1995 – srebrny medal).
W 1992 r. samodzielnie zwyciężył w kołowym turnieju w Shenzhen, wyprzedzając m.in. Eugenio Torre, Xu Juna, Andrasa Adorjana i Symbata Lyputiana. W 1996 r. podzielił I m. (wspólnie z Suatem Atalikiem, Konstantinem Landą i Michaiłem Ułybinem) w otwartym turnieju w Lee Cup w Pekinie.
Najwyższy ranking w karierze osiągnął 1 stycznia 1993 r., z wynikiem 2545 punktów zajmował wówczas 1. miejsce wśród chińskich szachistów.